# Sindora leiocarpa
Sindora leiocarpa är en ärtväxtart som beskrevs av De Wit. Sindora leiocarpa ingår i släktet Sindora och familjen ärtväxter. Inga underarter finns listade i Catalogue of Life.